# Устиг
Устиг — гора в городском округе Ревда Свердловской области России.

## Географическое положение
Гора расположена на юге Свердловской области, в городском округе Ревда.

## Этимология
С башкиро-татарского языка өстәге — «верхний», «находящийся наверху». Гора Устиг в верховьях реки Нязя является наиболее высокой и мощной вершиной.